# Monster Hunter Generations
Monster Hunter Generations (conocido como Monster Hunter X en Japón) es un videojuego de rol de acción desarrollado y publicado por Capcom para la Nintendo 3DS. Anunciado en mayo de 2015, el juego fue lanzado en Japón en noviembre de 2015 e internacionalmente en julio de 2016. Al igual que otros títulos de la serie Monster Hunter, los jugadores emprenden misiones que implican la caza de grandes criaturas peligrosas, ya sea en solitario o en multijugador. Las principales novedades de esta entrega incluyen ataques especiales, nuevos estilos de combate y la posibilidad de jugar como Felynes que tradicionalmente solo han aparecido como acompañantes del jugador. Aunque mantiene la jugabilidad principal de las anteriores entregas, Monster Hunter Generations se considera un título derivado según los desarrolladores. En octubre de 2016 se anunció una versión ampliada del juego, titulada Monster Hunter XX, que se lanzó en exclusiva en Japón en marzo de 2017. Por último, una reedición ampliada fue lanzada para Nintendo Switch, titulada Monster Hunter Generations Ultimate. Esta versión fue lanzada en Japón en agosto de 2017, seguido de un lanzamiento mundial en agosto de 2018. El juego ha vendido más de 8 millones de unidades en todo el mundo, a 2020 de 9.

## Juego
Monster Hunter Generations presenta una jugabilidad similar a la de los anteriores títulos de la serie. El jugador asume el papel de un cazador que se embarca en misiones para cazar criaturas peligrosas. Las habilidades del cazador vienen determinadas por el tipo de armadura y armas que lleve en la misión, ya que el cazador no tiene ningún otro atributo intrínseco que afecte a la jugabilidad. Los catorce tipos de armas de Monster Hunter 4 Ultimate, que van desde espadas, martillos, arcos, pistolas y lanzas, se incluyen en Monster Hunter Generations, además del nuevo modo Merodeador que permite al jugador tomar el papel de un Felyne, una especie felina sensible. Cada arma tiene diferentes conjuntos de movimientos y habilidades que se pueden emplear en el campo de batalla. Las armaduras conceden bonificaciones defensivas al daño físico y elemental, y pueden potenciar habilidades y tipos de ataque específicos mediante atributos básicos y la adición de gemas de decoración y talismanes especiales. Para hacer un cazador más poderoso que pueda sobrevivir contra criaturas más peligrosas, el jugador coge materiales tallados de monstruos (ya sea muertos o capturados mediante trampas), así como materiales recogidos de los distintos campos y comprados en las tiendas de la aldea, para fabricar nuevas armaduras o para fabricar y mejorar armas. Derrotar a criaturas más poderosas permite fabricar equipo aún más potente, creando así un progreso en el juego a través del sistema de botín. La novedad en Generations es la posibilidad de transformar las piezas de armadura en nuevo equipo, de forma similar a las rutas de mejora de las armas, mejorándolas con materiales de amplias categorías, como huesos o minerales, y teniendo la posibilidad de mejorar un arma directamente a una versión más avanzada sin los pasos intermedios de mejora.
Monster Hunter Generations incluye nuevos movimientos especiales conocidos como Artes de Caza. Estos movimientos requieren que el jugador espere a que se carguen durante el transcurso de una cacería antes de poder activarlos. Una vez listos, el jugador puede activarlos en cualquier momento, tras lo cual tiene que esperar a que se carguen de nuevo antes de un segundo uso. Las Artes tienen diferentes efectos, como infligir un gran daño, proporcionar bonificaciones o curar a los aliados. El juego también introduce un sistema llamado "Estilos de Caza". Este sistema añade diferentes estilos de ataque para un arma. Cada tipo de arma en el juego tendrá cuatro formas distintas. El estilo Guild es un estilo equilibrado y básico, similar al combate de los juegos anteriores de la serie. El Estilo Striker es menos técnico pero enfatiza el uso de las Artes de Caza permitiendo al jugador establecer tres ataques especiales. El Estilo Aéreo se especializa en ataques en el aire y permite al jugador utilizar a los monstruos como plataforma desde la que impulsarse. El Estilo Adepto ofrece a los jugadores la oportunidad de realizar poderosos contraataques tras esquivar con éxito el ataque de un monstruo. Visualmente, el combate del juego se ha descrito como más llamativo que el de los títulos anteriores.
El juego contará con cuatro nuevos monstruos característicos junto con varios monstruos emblemáticos del pasado. Se incluyen lo que se conoce como monstruos desviados, monstruos anteriores de otros juegos de la serie que, según se ha dicho, han mutado y evolucionado a formas más poderosas, que al ser derrotados darán un botín de combate que puede utilizarse para fabricar equipo de alto nivel. El juego cuenta con cuatro aldeas, que son zonas no de combate para conseguir misiones y comunicarse con personajes no jugadores. Tres aldeas regresan de títulos anteriores, y se ha añadido una nueva aldea llamada Bherna. El juego incluye un sistema mejorado de recolección de recursos; los puntos de recursos de las distintas zonas tendrán más objetos que podrán adquirirse antes de que se agoten y el jugador sólo tendrá que mantener pulsado un botón del mando para seguir recogiendo objetos en lugar de pulsar el botón cada vez, y una vez por misión, el jugador podrá llamar a un mensajero Felyne para que se lleve un inventario de bienes a una aldea para almacenarlo.

## Desarrollo
La planificación de Monster Hunter Generations comenzó durante el desarrollo de Monster Hunter 4 Ultimate. El título japonés del juego—Monster Hunter X, pronunciado como Monster Hunter Cross—surgió de la idea de cruzar elementos antiguos y nuevos de la serie en el juego. El productor ejecutivo de la serie, Ryozo Tsujimoto, vio que, dado que habían pasado más de diez años desde el inicio de la franquicia, querían celebrar la ocasión, planteando la idea del juego como "un sentimiento de festival, un evento especial". El productor del juego, Shintaro Kojima, señaló que "la letra X parece dividir el espacio dado en cuatro... así que cuatro estilos de caza, cuatro grandes monstruos principales, cuatro pueblos. Todos se cruzan". Los cuatro monstruos principales que aparecen en este título son Astalos, Gammoth, Mizutsune y Glavenus.
Originalmente, Capcom consideró añadir un nuevo tipo de arma para Monster Hunter Generations. Esto habría requerido mucho trabajo de desarrollo, así que en su lugar optaron por centrarse en el concepto de "apego al arma" del jugador. Los desarrolladores se dieron cuenta de que los jugadores desarrollarían su propio enfoque del combate, lo que inspiró la idea de las habilidades y artes de caza, ya que éstas darían a cada jugador la posibilidad de adaptar un cazador a su estilo de juego único. Sin embargo, todavía tenían que equilibrar la fuerza y la eficacia de estas nuevas artes y habilidades para que Generations siguiera siendo fundamentalmente un juego que requiriera que el jugador leyera las acciones de los monstruos y realizara los movimientos adecuados en el momento oportuno, en lugar de ser simplemente un juego de hack-and-slash llamativo. Varias características -el combate bajo el agua, las misiones de gremio y los monstruos frenéticos- de los títulos anteriores se omiten en Monster Hunter Generations. Tsujimoto dijo que esto era para enfatizar los elementos únicos del nuevo título.
Al igual que en Monster Hunter 4, Generations incluye una serie de misiones que ayudan a orientar al jugador en los distintos sistemas de juego; esto incluye líneas de búsqueda especiales para cada tipo de arma que ayudan a acostumbrar al jugador a esa arma y sus estrategias. La elección del cazador Prowler-Felyne está pensada específicamente para los nuevos jugadores de la serie, pero también para ofrecer a los jugadores veteranos una nueva forma de experimentar el título. Con el modo Prowler, se ayuda a enfatizar la necesidad de observar a los monstruos y leer su relato antes de hacer un movimiento y tener la oportunidad de un contraataque.
Aunque el periodo entre el lanzamiento japonés de Monster Hunter 4 y Generations fue casi anual, los productores afirman que no tienen expectativas de hacer de Monster Hunter una serie anual. La respuesta del público occidental a estos dos juegos ha sido abrumadora, y están trabajando para facilitar el proceso de localización con el fin de reducir el tiempo entre el lanzamiento japonés y el occidental, y les gustaría ver un lanzamiento simultáneo en estas regiones en el futuro.

## Lanzamiento
Monster Hunter Generations se anunció por primera vez en Japón bajo el título Monster Hunter X en mayo de 2015 con un lanzamiento previsto para finales de ese año, durante una presentación de Nintendo Direct. Una demo del juego se lanzó digitalmente en Japón el 19 de noviembre de 2015, a través de la Nintendo eShop. La demo incluye tres misiones que involucran a diferentes monstruos. El juego se lanzó posteriormente para Nintendo 3DS en Japón el 28 de noviembre de 2015. Junto con el lanzamiento del juego en Japón, Nintendo puso a la venta placas frontales con la temática de Monster Hunter X para la New Nintendo 3DS, y una edición limitada de la New Nintendo 3DS XL con la temática de Monster Hunter X, con el logotipo del juego y cuatro monstruos característicos.
Para Norteamérica y Europa, el juego se lanzó como Monster Hunter Generations el 15 de julio de 2016, junto con una edición limitada de New Nintendo 3DS XL similar al lanzamiento japonés. La versión demo estuvo disponible en Europa el 15 de junio de 2016 y en Norteamérica el 30 de junio de 2016. Los jugadores que transfieran sus partidas guardadas de Monster Hunter 4 Ultimate a Monster Hunter Generations recibirán un conjunto de armadura para su Palico.
Al igual que en anteriores juegos de Monster Hunter, el jugador puede obtener conjuntos de armadura, armas y ropa con temas de otros juegos de Capcom y otros títulos de terceros. Generations incluye temas basados en Amaterasu de Ōkami, Chun-Li y Blanka de Street Fighter, Arthur de Ghosts 'n Goblins, Strider Hiryu de Strider, Link de The Legend of Zelda: The Wind Waker y Fox McCloud de la serie Star Fox. Estos trajes se obtienen completando misiones que se ofrecen como contenido descargable gratuito.
En octubre de 2016 se anunció una versión ampliada del juego, Monster Hunter XX. Se lanzó en Japón el 18 de marzo de 2017. Poco después del lanzamiento, se pusieron a disposición de esta versión más contenidos descargables basados en otros juegos. Entre los nuevos juegos representados se encuentran The Legend of Zelda: Breath of the Wild y la serie Ace Attorney, así como más contenido basado en Ōkami y Strider. El cantante japonés Daigo también fue representado en el juego. La expansión también contó con una colaboración con Sailor Moon como parte de la celebración del 25 aniversario de la franquicia. La compañera felina Felyne se parece a Luna y empuña el arma Cutie Moon Rod de Sailor Moon.
El 26 de mayo de 2017 se anunció que el juego sería portado a Nintendo Switch bajo el título japonés de Monster Hunter XX: Nintendo Switch Ver. y fue lanzado el 25 de agosto de 2017. Los datos de guardado de Monster Hunter X pueden transferirse a esta versión del juego, mientras que el progreso también puede intercambiarse entre las versiones de XX para 3DS y Switch. Al igual que Monster Hunter 3 Ultimate, XX cuenta con multijugador multiplataforma. Capcom declaró durante el evento Electronic Entertainment Expo 2017 de junio que en ese momento no tenía planes de localizar la versión de Switch de Monster Hunter XX para el público occidental, aunque sí anunciaron que Monster Hunter: World que llegaría a ordenadores personales y otras consolas. Esto cambió posteriormente, ya que el título fue lanzado para los mercados occidentales como Monster Hunter Generations Ultimate el 28 de agosto de 2018. Ultimate permite a los jugadores transferir las partidas guardadas de los juegos de 3DS Generations.

## Recepción
Tras el Tokyo Game Show de 2015, la Computer Entertainment Supplier's Association nombró a Monster Hunter Generations como uno de los diez ganadores del premio "Future Division".
Antes del lanzamiento del juego, Capcom esperaba vender 2,5 millones de copias de Monster Hunter Generations para marzo de 2016. El juego vendió más de 1,5 millones de unidades en sus dos primeros días, y a 2015 de diciembre del 24, el juego ha vendido más de 3 millones de copias. La empresa japonesa de seguimiento de ventas, Media Create, informó de que Monster Hunter Generations vendió más del 91% de sus existencias en las tiendas en su primera semana. Las ventas totales de software en Japón durante la semana de lanzamiento del juego fueron las más altas registradas hasta ahora en 2015, y Monster Hunter Generations contribuyó con más del 75% de las ventas. El lanzamiento también provocó un aumento de las ventas totales de hardware, ya que las ventas de la New Nintendo 3DS XL aumentaron en más de un 360% con respecto a la semana anterior.
Según el Grupo NPD, Monster Hunter Generations fue el juego más vendido en julio de 2016 en Norteamérica y, junto con el renovado interés por los juegos de Pokémon derivado de Pokémon Go, contribuyó a impulsar las ventas de la 3DS por encima del resto de consolas y a mejorar en un 80 % las ventas de la 3DS del año anterior.
Capcom informó de que Monster Hunter Generations había superado los 4,1 millones de unidades vendidas en todo el mundo en septiembre de 2016, con unas ventas en los países occidentales descritas como "sólidas". En septiembre de 2017, Monster Hunter X/Generations ha vendido 4,3 millones de unidades para la 3DS.
Monster Hunter XX vendió 1,7 millones de copias en abril de April 2017. Hasta septiembre de 2017, Monster Hunter XX ha vendido 1,8 millones de unidades para la 3DS. La versión de Switch vendió 84.377 copias en su primera semana en Japón, debutando en el número 1 de las listas, vendiendo el 48,9% de su envío inicial. A partir del 6 de noviembre de 2017, los envíos de la versión de Switch superaron las 350.000 unidades en Japón.
En diciembre de 2018, las ventas totales de Monster Hunter XX alcanzaron los 3 millones de unidades en todo el mundo. A 2020 de 9, Generations había vendido 4,3 millones de unidades para la 3DS, mientras que Generations Ultimate ha vendido 3,9 millones de unidades para la Switch y la 3DS, para un total de 8,2 millones de unidades vendidas entre todas las versiones.

## Galardones
| Año  | Premio               | Categoría                  | Resultado | Ref    |
| ---- | -------------------- | -------------------------- | --------- | ------ |
| 2016 | The Game Awards 2016 | Mejor juego portátil/móvil |           | [ 15 ] |